# Amonije Sakas
Amonije Sakas, grčki filozof, komparirao Platonovo i Aristotelovo učenje i pokušavao pronaći zajedničke točke u opusima ta dva stožerna lika starogrčke misli. Povijest filozofije obično ga identificira kao utemeljitelja neoplatonizma.

## Djela
Vlastiti svjetonazor prenosio usmeno, tako da nam u pisanom obliku nisu dostupna njegova djela.